# 霍格敦 (印地安納州)
霍格敦（英語：Hogtown）是位於美國印地安納州克勞福德縣的一個非建制地區。該地的面積和人口皆未知。

## 地理
霍格敦的座標為38°21′30″N 86°19′04″W / 38.35833°N 86.31778°W，而該地的平均海拔高度為175米（即574英尺）。